# Медицинский фетишизм
Медици́нский фетиши́зм (медфе́тиш) — разновидность сексуального фетишизма, при которой сексуальное удовольствие является результатом ролевой игры, воспроизводящей реальную или вымышленную медицинскую ситуацию.
Предметом фетишизма может являться как сама обстановка (физическая и психологическая), сопутствующая проведению медицинских воздействий, так и проведение конкретных медицинских или псевдомедицинских действий. С психологической точки зрения подобный фетишизм может иметь множество первопричин, таких, как ощущение беспомощности и подчинения, «синдром белого халата» или специфические воспоминания фетишиста, связанные с медициной. Часто медицинский фетишизм включает в себя элементы подчинения/доминирования, что делает его одной из составных частей БДСМ.
В большинстве случаев технически медицинский фетишизм концентрируется на проведении медицинских действий, имеющих сексуальный или близкий к сексуальному характер. Это могут быть гинекологические, урологические и проктологические осмотры, разнообразные медицинские процедуры (такие, как клизма, инъекции в ягодичную мышцу и т. п.). При этом возможно дополнительное «осексуаливание» медицинских воздействий (к примеру, использование специальных сексуальных наконечников клизм). Вместе с тем медицинский фетишизм может включать элементы, не относящиеся напрямую к медицине (такие, как бондаж, флагелляция, сексуальные игрушки и т. п.). Собственно секс не является необходимым элементом медицинского фетишизма, хотя может присутствовать. Кроме того, медицинский фетишизм может пересекаться с другими видами фетишизма, такими, как латекс-фетиш (одежда и атрибутика изготовляются из латекса).